# Varstu
Varstu (em estoniano:  Varstu vald) é um município rural estoniano localizado na região de Võrumaa.